# Lilla Kosjön
Lilla Kosjön är en sjö i Norrköpings kommun i Östergötland och ingår i Kilaån-Motala ströms kustområde. Sjön har en area på 0,0688 kvadratkilometer och ligger 72,3 meter över havet.

## Delavrinningsområde
Lilla Kosjön ingår i det delavrinningsområde (651520-152404) som SMHI kallar för Utloppet av Svängbågen. Medelhöjden är 88 meter över havet och ytan är 26,63 kvadratkilometer. Det finns ett avrinningsområde uppströms, och räknas det in blir den ackumulerade arean 42,84 kvadratkilometer. Avrinningsområdets utflöde Pjältån (Storån) mynnar i havet. Avrinningsområdet består mestadels av skog (84 procent). Avrinningsområdet har 3,01 kvadratkilometer vattenytor vilket ger det en sjöprocent på 11,3 procent.